# Tropico 4
Tropico 4 (рус. Тро́пико 4) — компьютерная игра в жанре экономической стратегии, разработанная болгарской студией Haemimont Games для PC и Xbox 360 и издаваемая немецкой фирмой Kalypso Media. Выход игры состоялся 25 августа 2011 года.

## Сюжет
Кампания игры содержит 20 миссий, которые происходят на 10 разных островах. В отличие от третьей части, в Tropico 4 миссии проходятся поочередно одна за другой. Все миссии условно делятся на три части.
1. Протагонист Эль Президенте прибывает на новый остров с желанием выстроить идеальную страну. Президенте последовательно управляет несколькими островами, на каждом из которых он развивает экономику и улучшает жизнь населения. Консультируют его магнат Кит Престон, директор компании «Фрутас» (пародия на «Юнайтед Фрут Компани»), и генералиссимус Сантана, диктатор-наставник Эль Президенте. Во время управления одним из островов, когда в мире происходит холодная война, президента США внезапно убивают. Подозрение падает на Эль Президенте, и тому приходится бросить остров и бежать.
2. Очутившись под вымышленным именем на небольшом острове, которым правит мафия, Эль Президенте узнаёт, что стал жертвой заговора, в котором участвуют Кит Престон, генералиссимус Сантана, инспектор ООН Брунгильда ван Хуф и лидер повстанцев Марко Морено (пародия на Че Гевару). Бывшие товарищи отвернулись от Эль Президенте, и он решает отомстить им и очистить своё имя от клеветы. Эль Президенте разоряет Кита Престона и отбирает его фирму, побеждает Марко Морено и делает его своей пешкой, лишает Сантану власти над его островом и освобождается от влияния Брунгильды ван Хуф. Доброе имя Эль Президенте очищено, и можно снова заняться строительством острова своей мечты.
3. Во время управления островом кто-то постоянно вредит Эль Президенте. Кто это? К Президенте обращаются побеждённые Сантана и Кит Престон. Сантана говорит, что имеет информацию, но продаст её за 230000$ со швейцарского счета. После накопления искомой суммы тайна открывается: виновник злоключений — новый президент США Ник Ричардс (пародия на Ричарда Никсона). Но для того, чтобы наказать его, нужны улики. В этом Эль Президенте поможет СССР. Эль Президенте выполняет для русских поимку американских шпионов, но тут в СССР происходит перестройка, и контакты теряются. Эль Президенте приходится снова устанавливать контакт с СССР. Новые условия — опробовать в Тропико нововведения перед их внедрением в СССР — такие, как гласность и свободный рынок. Выполнять условия мешает президент США Ник Ричардс. Тем не менее в итоге Эль Президенте получает требуемые улики — плёнку с записью Ника Ричардса, который и виновен в убийстве предыдущего президента США. Плёнка обнародуется, Ник Ричардс арестован агентами ФБР прямо в Овальном кабинете и на выходе из Белого дома убит пулей неизвестного снайпера. Больше никто не мешает Эль Президенте выстроить остров мечты, чем он и занимается в последней миссии.

## Игровой процесс
Как и в первой и третьей частях, игрок руководит вымышленной латиноамериканской державой, выполняя роль главы государства — «Эль Президенте» (исп. el Presidente — председатель). «Эль Президенте» можно «настроить» по своему усмотрению перед началом каждого уровня, выбрав особенности его поведения, влияющие на народное хозяйство и международные связи. Также можно выбрать уже готовые действующие лица из списка реальных исторических деятелей региона, таких как, например, Эрнесто Че Гевара и Фидель Кастро.
Особенностью новой части стала возможность нанимать правительство из пяти членов через новое строение — Министерство. Игра дополнилась заданиями, которые появляются в случайных местах острова и, будучи выполнены, добавляют игроку очков; при этом, многие задания необязательны к выполнению.
Также теперь, помимо отношений с СССР и США, можно налаживать отношения с Ближним Востоком, Китаем и европейскими государствами. Отношения с ними будут зависеть от разного рода просьб, которые будут требовать послы.

## Нововведения
- Навыки Эль Президенте. В отличие от третьей части, где Президенте обладал двумя положительными и двумя отрицательными особенностями, в четвёртой у него есть три выбираемых навыка, при этом ряд навыков имеют позитивный эффект, другие наряду с негативным эффектом имеют и позитивный. Каждый навык имеет уровень развития от 1 до 5 звезд, каждое прохождение миссии увеличивает его на 1 звезду.
- Указы президента сгруппированы в 6 категорий: общие и специальные: экономика и туризм, образование, МИД, МВД, Минобороны. Для издания специальных указов необходимо нанять соответствующего министра.
- Возможность нанимать правительство через новое строение — Министерство. Правительство состоит из 5 министров — экономики, образования, внутренних дел, иностранных дел и обороны. В зависимости от своих качеств (интеллект, храбрость, лидерство) министры могут принести выгоду либо, наоборот, ущерб, избежать которого можно только немедленным увольнением министра.
- Ускоренное строительство — позволяет мгновенно построить здание за двойную цену.
- Чертежи — для постройки продвинутых зданий необходимо предварительно приобрести его чертеж.
- Импорт — теперь через морские порты можно импортировать сырьё, что позволяет построить промышленность на острове без ресурсов или поддерживать её работу после исчерпания месторождений. Импорт сырья и экспорт товаров идет из определённых стран — так, США покупают кофе и продают кукурузу, а СССР продаёт древесину и покупает ром. В зависимости от внешнеполитических отношений, импорт и экспорт могут стать более выгодными или быть прекращены.
- Преступники — теперь недовольные люди могут уйти не только в повстанцы, но и в криминал. При наличии тюрьмы полицейские периодически отлавливают преступников и помещают их за решетку.
- Игра дополнилась заданиями, которые появляются в случайных местах острова и, будучи выполнены, добавляют игроку очков. Задания могут быть сюжетные (красный значок), помогающие выполнить миссию, и обычные (синий значок), приносящие игроку общую выгоду — улучшение отношений с фракцией, другим государством или населением. Многие задания необязательны к выполнению.
- Внешняя политика: помимо отношений с СССР и США, можно налаживать отношения с Ближним Востоком, Китаем и европейскими государствами. Отношения с ними будут зависеть от разного рода просьб, которые будут требовать послы.
- Новые стихийные бедствия: извержение вулканов, пожары, засухи.

## Отзывы и оценки
| Сводный рейтинг       | Сводный рейтинг           |
| Агрегатор             | Оценка                    |
| --------------------- | ------------------------- |
| GameRankings          | ПК: 79,17 % X360: 76,75 % |
| Metacritic            | 78/100                    |
| Русскоязычные издания |                           |
| Издание               | Оценка                    |
| Absolute Games        | 70/100                    |
| PlayGround.ru         | 79/100                    |
| «Игромания»           | 70/100                    |
| «Игры Mail.ru»        | 75/100                    |
| «ЛКИ»                 | 88/100                    |
| «Страна игр»          | 85/100                    |

Игра получила преимущественно положительные отзывы. 
Так, на одном из крупнейших российских сайтов, Absolute Games, игра набрала 70 %. В общем списке сайта ruScore, на основе 13 рецензий от крупнейших игровых изданий России, игра набрала 78 %. Основной претензией к игре, отмеченной многими игровыми изданиями, является не слишком значительные изменения по сравнению c Tropico 3.

### Продажи
Летом 2018 года, благодаря уязвимости в защите Steam Web API, стало известно, что точное количество пользователей сервиса Steam, которые играли в игру хотя бы один раз, составляет 2 000 449 человек.

## Tropico 4: Modern Times
23 марта 2012 года вышло дополнение для Tropico 4, под названием Tropico 4: Modern Times (рус. Современность или Новое время). Добавлена новая кампания и сценарии. Кампания содержит 12 миссий и обыгрывает актуальные события 2008—2011 годов, таких как экономический кризис 2008 года, протесты 2011 года или игра Angry Birds (в игре — «Сердитые туканы»).
В игру добавлено много новых зданий и строений, отражающих современность: небоскрёбы, офисные центры, автозаводы, фабрики электроники, солнечные электростанции, метро и т. п. Многие стандартные здания — фермы, шахты, многоэтажки — заменены на современные более эффективные аналоги.
В отличие от предыдущих частей Tropico, в Modern Times личный швейцарский счёт Эль Президенте получил «полезное» применение. Он необходим для финансирования диктаторских мер Эль Президенте, таких как карательная психиатрия или личный эскадрон смерти.
Ещё одно нововведение — линия времени, охватывающая период с 1957 по 2009 годы. В каждый год этого периода происходят события, изменяющие политические отношения, экономическую обстановку, либо становятся доступными для постройки новые здания.
Сайт AG.ru поставил дополнению 68 %, игроки оценили его в 70 %.